# 올림픽 라트비아 선수단
올림픽 라트비아 선수단은 라트비아를 대표하여 올림픽에 참가하는 선수단이다. 라트비아는 1924년에 처음으로 올림픽에 참가했다. 1940년 소련에 점령된 후 라트비아 선수들은 1952년부터 1988년까지 올림픽에 소련을 대표하여 출전했다. 1991년, 라트비아는 1992년 올림픽 게임에 복귀했고 그 이후로 모든 게임에 출전해 왔다.
라트비아 선수들은 하계 올림픽에서 총 21개의 메달을, 동계 올림픽에서는 10개의 메달을 획득했다. 금메달 5개로 눈에 띄게 높은 은메달 획득률을 기록했다. 이 총계에는 라트비아 선수들이 소련 국가대표로 경쟁하면서 획득한 메달은 포함되지 않는다.
라트비아 국가 올림픽 위원회는 1922년에 처음 창설되었다. 현재 NOC는 라트비아 올림픽 위원회로, 1991년 국제 올림픽 위원회의 승인을 받았다.

## 같이 보기
- 분류:라트비아의 올림픽 참가 선수